# Famille Spoelberch
 (octobre 2021).
La mise en forme du texte ne suit pas les recommandations de Wikipédia : il faut le « wikifier ».
Les points d'amélioration suivants sont les cas les plus fréquents. Le détail des points à revoir est peut-être précisé sur la page de discussion.
- Les titres sont pré-formatés par le logiciel. Ils ne sont ni en capitales, ni en gras.
- Le texte ne doit pas être écrit en capitales (les noms de famille non plus), ni en gras, ni en italique, ni en « petit »…
- Le gras n'est utilisé que pour surligner le titre de l'article dans l'introduction, une seule fois.
- L'italique est rarement utilisé : mots en langue étrangère, titres d'œuvres, noms de bateaux, etc.
- Les citations ne sont pas en italique mais en corps de texte normal. Elles sont entourées par des guillemets français : « et ».
- Les listes à puces sont à éviter, des paragraphes rédigés étant largement préférés. Les tableaux sont à réserver à la présentation de données structurées (résultats, etc.).
- Les appels de note de bas de page (petits chiffres en exposant, introduits par l'outil «  Source ») sont à placer entre la fin de phrase et le point final[comme ça].
- Les liens internes (vers d'autres articles de Wikipédia) sont à choisir avec parcimonie. Créez des liens vers des articles approfondissant le sujet. Les termes génériques sans rapport avec le sujet sont à éviter, ainsi que les répétitions de liens vers un même terme.
- Les liens externes sont à placer uniquement dans une section « Liens externes », à la fin de l'article. Ces liens sont à choisir avec parcimonie suivant les règles définies. Si un lien sert de source à l'article, son insertion dans le texte est à faire par les notes de bas de page.
- La présentation des références doit suivre les conventions bibliographiques. Il est recommandé d'utiliser les modèles {{Ouvrage}}, {{Chapitre}}, {{Article}}, {{Lien web}} et/ou {{Bibliographie}}. Le mode d'édition visuel peut mettre en forme automatiquement les références.
- Insérer une infobox (cadre d'informations à droite) n'est pas obligatoire pour parachever la mise en page.

Pour une aide détaillée, merci de consulter Aide:Wikification.
Si vous pensez que ces points ont été résolus, vous pouvez retirer ce bandeau et améliorer la mise en forme d'un autre article.
La famille de Spoelberch, anciennement van Spoelberch, est une famille noble des Pays-Bas méridionaux (Belgique). Au XXe siècle, certains membres sont devenus d'importants actionnaires de Stella Artois, intégré ensuite dans AB Inbev. Afin d'être moins dépendante du secteur cyclique de la bière, la famille a également acquis ces dernières décennies une participation majoritaire dans la holding industrielle belge Cobepa .

## Histoire
L'arbre généalogique de Spoelberch remonte au XIVe siècle. En 1636, Jan Baptist van Spoelberch (Joannes Baptista Spoelberghs), chef de guerre au service de l'empereur, reçoit de l'empereur Ferdinand II le titre de chevalier du Saint-Empire romain germanique.
Le roi Philippe IV d'Espagne confirma en 1651 l'élévation à la noblesse de Ferdinand van Spoelberch, fils de Jan Baptist.
Sous le royaume uni des Pays-Bas, quatre descendants, Jean-Charles, François, Charles-Alexandre et Jean-Henri de Spoelberch obtiennent la noblesse en 1816 avec l'octroi (sauf à Charles-Alexandre) du titre de vicomte, transmissible à tous descendants mâles et femelles. Seul Jean-Charles a des descendants au XXIe siècle.
Les Spoelbergh appartenaient à la noblesse terrienne traditionnelle, avec quelques militaires, qui se sont constitués un patrimoine considérable par l'achat de seigneuries ainsi que par une politique matrimoniale soutenue. Ils ont réussi à traverser les années de révolution sans trop de dégâts ni de pertes.
Par le mariage en 1873 d'Adolphe de Spoelberch (1839-1913) avec Elise Willems (1855-1941), fille d'Edmond Willems, la famille Spoelberch hérita en 1922 du domaine du château de Wespelaar, qui est en leur possession jusqu'à aujourd'hui, et de parts de la brasserie Artois.
Les Spoelberch, qui restèrent pour l'essentiel liés à la ville de Louvain et ses environs immédiats (Lovenjoel, Haacht, Wespelaar), n'étaient auparavant pas actifs dans la vie industrielle, et aucun d'entre eux ne se retrouve parmi les investisseurs des XVIIIe et XIXe siècles.

## Brasseurs
Par le mariage d'Adolphe de Spoelberch avec Elise Willems, fille du propriétaire d'Artois, la famille de Spoelberch rejoint le petit groupe d'actionnaires de la brasserie Artois. Parallèlement, Amélie Willems (1859-1947), sœur d'Elise, épouse le sénateur Eugène de Mevius (1857-1936).
Des efforts financiers conjoints ont non seulement permis à la brasserie Artois de se développer, mais ont surtout permis de racheter de nombreuses autres brasseries avant et après la Seconde Guerre mondiale et Stella Artois est progressivement devenue l'une des plus grandes brasseries belges. Elle restait pourtant une entreprise relativement modeste.
La croissance plus spectaculaire n'a commencé que dans le dernier quart du XXe siècle. Elle commence par la fusion en 1988 de la brasserie Artois avec son principal concurrent, la brasserie liégeoise Piedbœuf de la famille Van Damme, pour former le groupe Interbrew. En 2004, suit la fusion avec le groupe brassicole brésilien AmBev. En 2008, le groupe rachète les brasseries américaines Anheuser-Busch et devient le plus grand groupe brassicole au monde.
Les fusions et augmentations de capital ont entraîné une dilution importante de la part de la famille de Spoelberch dans l'ensemble des actionnaires. D'autre part, la valeur des actions a augmenté de façon spectaculaire. Si les membres de la famille étaient milliardaires en francs belges dans les années 1980, ils le sont vite devenus en euros. La famille de Spoelberch est répertoriée comme la famille la plus riche de Belgique du début du XXIe siècle. Les familles de Spoelberch, de Mévius et Vandamme ont ensemble un patrimoine de plusieurs milliards. Certains journalistes donnent le chiffre de 14 milliards, d'autres de 25 milliards. Les parts des Spoelberch sont ancrées par un pacte familial jusqu'en 2024.
En avril 2016, quelques noms de proches ont fait surface dans les Panama Papers.

## Généalogie
- Jan Baptist van Spoelberch (1566-1627) x Maria Magdalena Garet.
  - Willem van Spoelberch (21 août 1569 -  1er juin 1633) franciscain.
    - Ferdinand van Spoelberch (1596-1675) x Anne Grimaldi.
      - Carolus Franciscus van Spoelberch (1630-1692), échevin de Bruxelles, bourgmestre de Louvain.
      - Christophe van Spoelberch (1633-1707), burgemeester en schepen van Leuven, x Jeanne-Catherine Becx (overleden in 1691).
        - Franciscus van Spoelberch (1676-1751), x Suzanne van Dilbeek, xx Jeanne le Comte d'Orville (1683-1751).
          - Carolus Christianus de Spoelberch (1709-1772), x Jéromine de La Bawette (1709-1793).
            - Jean Charles Laurent Joseph de Spoelberch (3 mai 1750 - 24 février 1838), seigneur de Lovenjoel, reçoit le titre de vicomte. x Henriette d'Olmen de Saint-Remy (1763-1836).
              - Louis de Spoelberch (1787-1845), élu sénateur en 1835, x Henriette de Brouchoven de Bergeyck (1807-1881).
                - Ferdinand de Spoelberch (1829-1876), x baronne Louisa van Brienen van de Groote Lindt (1837-1880).
                  - Louis de Spoelberch (1861-1927), x baronne Françoise de Woelmont (1861-1934).
                    - Thierry de Spoelberch (1886-1953), x comtesse Isabelle d'Oultremont (1889-1968).

                  - Alfred de Spoelberch (1835-1915), x Zoé de Kerchove de Denterghem (1851-1931), fille de Prosper de Kerchove de Denterghem.
                    - Henri de Spoelberch (1873-1937), bourgmestre de Deurle, x Jeanne Herry (1888-1962), fille du sénateur Georges Herry
                      - Jean de Spoelberch (1913-1986), x Marie-Antoinette Richard (1912-1988).
                      - Alfred de Spoelberch (1916-1996), x baronne Marie-Françoise Bonaert (1919-2000).
                        - Henry-Claude de Spoelberch (1946), x Francine d'Udekem d'Acoz (1951).

                    - Marguerite de Spoelberch (1886-1955) x baron Raoul van Zuylen  van Nyevelt (1884-1962), bourgmestre de Veldegem.

                  - Adolphe de Spoelberch (1839-1913), x Elise Willems (1855-1941).
                    - Guillaume-Edmond de Spoelberch (1874-1947), ingenieur, bourgmestre de Wespelaar, x Colienne de Neufforge (1882-1929).
                      - Werner de Spoelberch (1902-1987), x baronne Elinor de Haas Teichen (1916-1976).
                        - Nicolas de Spoelberch (1937), x Patricia Lippitt (1943), xx Marina De Wandeleer (1943).
                          - Grégoire de Spoelberch (1966), gestionnaire AB Inbev, x Tatania Munchen (1968).

                        - Philippe de Spoelberch (1941), gestionnaire Stella Artois en Inbev, dendrologue, fondateur de  l'Arboretum de Wespelaar, x vicomtesse Diane de Jonghe d'Ardoye (1943).
                          - Thomas de Spoelberch (1964).

                        - Sybille de Spoelberch (1942), x comte François de Marchant et d'Ansembourg (1939), (séparés en 2005).
                        - Anne-Louise de Spoelberch (1945-1992), x Jean Kluyskens (1943), (séparés en 2005); xx Christos Koupis (1946).
                        - Olivier-Michel de Spoelberch (1950), pianiste, propriétaire de l'aéroport de Namur, x Dominique Duquenne (1954).

                      - Eric de Spoelberch (1903-1939), pilote d'essai, x Katharine-Kelso Stewart (1906-2000).
                        - Guillaume-Werner de Spoelberch (1933), directeur de la fondation Aga Khan, x comtesse Renée d'Aspremont Lynden (1938-1998), xx Maria Serafini (1955).
                          - Eric de Spoelberch (1967), x Geneviève Olin (1968).
                          - Vincent de Spoelberch (1968), x Françoise Brander (1975).

                        - Jacques de Spoelberch (1936), x Margaret-Elaine Gaskell (1942).
                          - Christopher de Spoelberch (1975).
                          - Nicholas de Spoelberch (1978), x Erin-Eileen O'Connell (1979).

                      - Roger de Spoelberch (1875-1950), bourgmestre de Londerzeel, x comtesse Elisabeth de Jonghe d'Ardoye (1895-1978), bourgmestre de Londerzeel.
                        - Adolphe de Spoelberch (1924-2012), x comtesse Ghislaine van der Burch (1935).
                          - Rodolphe de Spoelberch (1957), x Valérie Janssen (1962), xx Caroline Buisseret (1962).

                        - André de Spoelberch (1925-2017), x Claude de Clermont-Tonnerre (1937).
                          - Daïné de Spoelberch (1972), x prince Henri d'Arenberg (1961).
                          - Baudouin de Spoelberch (1975).

                      - Olivier-Gérard de Spoelberch (1885-1929), professeur à l'Université catholique de Louvain, x Madeleine de la Barre d'Erquelinnes (1887-1947).
                      - Geneviève de Spoelberch (1877-1951), x comte Joseph de Pret Roose de Calesberg (1876-1962).
                      - Antoinette de Spoelberch (1880-1943), x comte Louis de Baillet Latour (1878-1953).

          - André de Spoelberch (1716-1785), seigneur d'Eynhouts, échevin de Louvain, x Petronille de Nagelmaeckers, xx Marie-Angélique de Bayol (1720-1794).
            - François-Jean de Spoelberch (22 décembre 1757 - 26 février 1820), reçoit en1816 le titre de vicomte, x Caroline Wouters (1746-1812), xx Marie Rol (1768-1814).
            - Charles-Alexandre de Spoelberch (7 novembre 1764 - 27 avril 1843), x Laurence Van de Venne (1766-1828).
            - Jean-Henri de Spoelberch (Leuven, 9 oktober 1766 - 28 februari 1838), reçoit en1816 le titre de vicomte, x Thérèse de Troostembergh (1773-1820).
              - Maximilien de Spoelberch (1802-1873), bourgmestre de Lovenjoel, x Hortense de Putte (1814-1873), fille de François de Putte et Henriette de Spoelberch.
                - Charles-Victor de Spoelberch (1836-1907), x comtesse Marie-Émilie d'Ursel (1853-1902), fille du senateur Louis d'Ursel.